# Литвин Любов Григорівна
Любо́в Григо́рівна Литви́н (нар. 7 лютого 1963, м. Тюмень) — українська художниця. Член Національної спілки художників України (2023)..

## Біографія
Народилася 7 лютого 1963 року в м. Тюмень (РФ). Закінчила Львівський державний Інститут декоративно-прикладного мистецтва. Спеціальність — «художнє оформлення і моделювання виробів текстильної та легкої промисловості». Викладачі : Буряк Б. І., Безпальків М. В., Зубченко Г. В., Ярич С. Б., Запаско Я. П.

Живе у Вінниці.

## Творчість
Працює в галузі декоративно-прикладного мистецтва переважно у ручному ткацтві вовною, й у техніці розпису на тканині батик. Супутньо займається педагогічною діяльністю, працюючи з 2022 р. старшим викладачем.

Основні роботи: «Чорнобильська тополя» (гобелен: вовна, ткацтво; 1990), «Бабине літо» (гобелен: вовна, ткацтво, 1996), «Нескінченний рух» (шовк, батик; 2001), «Тепла літня ніч» (шовк, батик; 1999), «Трави» (гобелен: вовна, ткацтво; 2001), «Писанка» (шовк, батик; 2015), «Сік гранату» (шовк, гарячий батик; 2015).

Учасниця численних всеукраїнських виставок.